# Italiensk filosofi
Italiensk filosofi er filosofi fra Italien. Den italienske filosofi hører til vestlig filosofi, og i moderne tid er den især en del af kontinental filosofi.
Italiensk filosofi dækker således over den intellektuelle tradition for filosofisk tænkning, der har udviklet sig i Italien gennem historien. Det omfatter ideer og bidrag fra forskellige italienske filosoffer fra forskellige perioder, herunder antikken, middelalderen, renæssancen og moderne tid. Italienske filosoffer har udforsket en bred vifte af emner, herunder metafysik, etik, epistemologi, politisk filosofi og æstetik. Nogle bemærkelsesværdige italienske filosoffer omfatter blandt andre Thomas Aquinas, Giordano Bruno, Benedetto Croce og Antonio Gramsci. Italiensk filosofi har påvirket den bredere vestlige filosofiske tradition væsentligt og er fortsat en vital del af den globale filosofiske diskurs.

## Historie

### Antikken
Den italienske filosofi opstod i antikken, og den udviklede sig især i den romerske republik og det romerske kejserrige. Her var Marcus Tullius Cicero en vigtig repræsentant, der både stod for etik og politisk filosofi. Allerede som helt ung stiftede Cicero bekendtskab med den græske filosofi. Faderen knyttede flere græske kulturpersonligheder, digtere, filosoffer og sprogkyndige til sin husstand. De underviste sønnerne, og Marcus fik sin grundlæggende dannelse fra disse. Langt senere betegnede Cicero i skriftet Brutus undervisningen som grundlaget for hans virke. Blandt andet af denne grund har kritikere hævdet, at det primære ved Ciceros bidrag til filosofien er hans klare strukturering og omdannelse af den græske tænkning til Romerriget. I De finibus bonorum et malorum (Om grænserne mellem godt og ondt) fremfører Cicero de græske tænkeres definitioner af moral og deres bestemmelse af livets højeste mål. Cicero er desuden kendt for sit arbejde med retorik. Cicero tilførte yderligere genrebestemmelser og nogle grundlæggende principper i retorikken

### Middelalderen
I middelalderen var Thomas Aquinas en italiensk teolog og filosof, der var den første, der skelnede skarpt mellem filosofi og teologi; og mellem viden og tro. Da de begge er sande, mente Thomas ikke, at de stred mod hinanden; han gjorde blot filosofien selvstændig. Den selvstændige filosofi er ikke komplet, men kan fortælle hvad jordisk lykke er. For at få det vigtigste at vide, nemlig om den evige salighed, har mennesket brug for teologiens åbenbaring, og der er ifølge Thomas Aquinas ingen konflikt mellem tro og viden.

### Renæssancen
Italien var vigtig for renæssancen, og i den periode blev Giordano Bruno en vigtig repræsentant, som var den første filosof, der skrev på italiensk. Han blev brændt på bålet som kætter, delvist på grund af hans spirituelle synspunkter, herunder pantheisme og troen på et uendeligt univers.
Niccolò Machiavelli var en italiensk forfatter, filosof og samfundsteoretiker. I et af sine hovedværker, Fyrsten, som er en lærebog i politik, forklarer han sit mål som Italiens befrielse, og i sin bog hævder han, at alle midler er tilladt for en fyrste, der vil styrke sin og især statens magt. En dygtig fyrste må være skrupelløs.
Pico della Mirandola var en anden italiensk humanist og filosof under renæssancen. Han er kendt for sit værk Oratio de hominis dignitate, hvor han argumenterer for menneskets værdighed og frie vilje. Hans arbejde udforsker forholdet mellem mennesket og Gud og reflekterer over åndelige spørgsmål.

### Oplysningstid
Oplysningstiden, der strakte sig fra det 17. til det 18. århundrede, var en periode præget af intellektuel og filosofisk forandring i Europa, herunder i Italien. Den italienske filosofi i oplysningstiden blev påvirket af nye idéer, der fremmede rationalisme, videnskabelig metode og sekularisme.
Oplysningstiden var præget af store videnskabelige fremskridt. Italienske filosoffer og videnskabsmænd, såsom Giambattista della Porta og Girolamo Cardano, bidrog til udviklingen af videnskabelig metode og eksperimentel forskning.
I oplysningstiden opstod også politiske diskussioner om retfærdighed, regeringens legitimitet og borgernes rettigheder. Italienske filosoffer, herunder Cesare Beccaria, bidrog til diskussionen om retsstatsprincipper og individuelle rettigheder.

### Moderne tid
Benedetto Croce (1866-1952) var en italiensk idealistisk filosof, der bidrog til filosofien om historie og æstetik. Han var involveret i politik, men hans værker omfattede også refleksioner over åndelighed, kunst og historie. Croce var ikke kendt for at fokusere meget på religiøse emner, og hans filosofiske system havde en mere sekulær karakter. Han betragtede dog åndelighed og etik som centrale elementer i den menneskelige erfaring.
Pietro Ubaldi (1886-1972) var en italiensk filosof og mystiker, der skrev om åndelige emner. Herunder udforskede han forholdet mellem videnskab, religion og åndelighed. Han blev nomineret til Nobelprisen fem gange. Han udviste tidligt en interesse for filosofi og åndelige spørgsmål og begyndte at studere og udforske disse områder i en tidlig alder. Ubaldi er mest kendt for sit omfattende filosofiske værk kaldet "La Grande Sintesi". Dette monumentale syvbindsværk blev skrevet mellem 1924 og 1941 og udforsker komplekse emner som kosmologi, teologi, etik og åndelig udvikling. Han udforskede spørgsmål om Guds natur, sjælens udvikling og menneskets forhold til det guddommelige. Hans tanker blev også påvirket af hans interesse for okkultisme og spirituelle oplevelser.
Julius Evola (1898-1974) var en italiensk filosof, forfatter og mystiker, der spillede en betydningsfuld rolle inden for det 20. århundredes højreorienterede og esoteriske cirkler. Evola var en fortaler for traditionel tænkning og betragtede mange moderne institutioner som forfaldne og dekadente. Han var kritisk over for modernitetens værdier og stod for genindførelsen af traditionelle, hierarkiske samfundsstrukturer.
I moderne tid var Antonio Gramsci en anden vigtig italiensk filosof, der var socialistisk teoretiker, kommunist og antifascist. Hans skrifter er blevet nogle af de mest indflydelsesrige marxistisk filosofiske værker i eftertiden. Andre politiske filosofier som anarkisme og fascisme fik også en stor betydning i Italien.
Luigi Pareyson (1918-1991) var en italiensk filosof, der leverede betydelige bidrag til filosofiske discipliner som æstetik, metafysik og eksistentialisme. Pareyson var påvirket af eksistentialistiske ideer, især af filosoffer som Jean-Paul Sartre og Karl Jaspers. Han betragtede menneskets frihed som en central komponent i eksistensen og søgte at forstå den enkeltes evne til at forme sit eget liv og skabe mening.
Selv om Umberto Eco (1932-2016) er mere kendt som forfatter og semiotiker, har han også gjort bidrag til filosofien. Hans værker dækker emner som semiotik, æstetik, postmodernisme og medievalisme.
Giorgio Agamben en senere fremtrædende italiensk filosof, der bedst er kendt for sine undersøgelser af begrebet om undtagelsestilstanden og homo sacer.  Hans seneste skrifter videreudvikler væsentlige begreber som anordningen(dispositif) hos Michel Foucault, hvem han har kaldt "en forsker hvorfra jeg har lært en hel del de senere år."
Gianni Vattimo (født 1936) er en anerkendt italiensk filosof, der er kendt for sin indsats inden for hermeneutik og postmodernisme. Han har også beskæftiget sig med emner som religion, politik og æstetik.

## I Danmark
Italiensk filosofi har haft en vis indflydelse i Danmark, men generelt set har de tyske, franske og skandinaviske filosofiske traditioner traditionelt haft større betydning i dansk filosofisk tænkning. Dog er der nogle få italienske filosoffer og filosofiske bevægelser, der har gjort sig bemærkede i Danmark. Pico della Mirandolas tanker om menneskets værdighed og frie vilje har herunder haft en bred indflydelse på den europæiske humanistiske tradition, og dermed har hans idéer også påvirket nogle danske intellektuelle. Croces idealistiske filosofi har haft en vis indflydelse i Danmark, især i perioden omkring det 20. århundrede. Hans tanker om æstetik og historiefilosofi har haft nogle tilhængere i dansk intellektuel kreds. Antonio Gramscis idéer om kulturel hegemoni og politisk filosofi har haft indflydelse på en bredere europæisk intellektuel tradition, og derfor har nogle af hans tanker også nået Danmark.
Blandt de nulevende danske intellektuelle, der er påvirket af italiensk filosofi, er Gert Sørensen og Søren Gosvig Olesen. Gert Sørensen viser i bogen Gramsci og den moderne verden, hvordan Gramsci har været relevant og diskuteret i den italienske kultur.

## Store italienske filosoffer
- Marcus Tullius Cicero
- Gregor fra Rimini
- Johannes Fidanza.
- Marsilius fra Padova.
- Thomas Aquinas
- Dante Alighieri
- Pietro Pomponazzi
- Niccolo Machiavelli
- Giordano Bruno
- Giambattista Vico (1668-1744)
- Umberto Eco
- Antonio Gramsci
- Antonio Negri
- Giorgio Agamben

### Primærlitteratur på dansk
- Agamben, Giorgio (2009): “Homo Sacer II, 1. Undtagelsestilstand”, Philosophia. ISBN 978-87-88663-70-9
- Agamben, Giorgio (2016): “Homo Sacer. Den suveræne magt og det nøgne liv”, 1. udgave, forlaget Klim. ISBN 978-87-7955-275-3
- Agamben, Giorgio (2013): “Sprogets sakramente. En arkæologi for eden”. Forlaget Wunderbuch, oversat af Søren Gosvig Olesen
- Agamben, Giorgio (2016): “Signatura rerum. Om metoden”. Oversat af Søren Gosvig Olesen. Forlaget Wunderbuch. ISBN 978-87-998861-4-2
- Agamben, Giorgio (2018): “Det åbne. Mennesket og dyret”. Wunderbuch, oversat af Søren Gosvig Olesen
- Alighieri, Dante (2020): Monarkiet. Forlaget Multivers. Oversat og kommenteret af Ditlev Tamm. Forord af Jens Christian Grøndahl
- Aquinas, Thomas(1963): Teologiens system. København. Oversat af Thure Hastrup.
- Bruno, Giordano (2000), Om årsagen, princippet og enheden, C.A. Reitzel. ISBN 8778761883
- Cicero, Marcus Tullius (2003): “Retoriske taler”. Syddansk Universitetsforlag. Udgivet af Mogens Leisner-Jensen, Thure Hastrup og Jacob Isager
- Eco, Umberto (2016): “Rosens navn”. Roman, Rosinante
- Givone, Sergio (1992). Fortolkning og frihed. Slagmark - Tidsskrift for idéhistorie, (19), 29–34.
- Gramsci, Antonio (1991): “Fængselsoptegnelser i udvalg”; udgivet i oversættelse med indledning, kommentar og registre af Gert Sørensen 2 bind, København, Museum Tusculanum
- Machiavelli, Niccolo (2012): “Fyrsten”. Helikon
- Negri, Antonio & Hardt, Michael (2000). “Imperiet”. København: Information
- Negri, Toni: "De fattige er fjenden", Kontradoxa 31.4.2004 Arkiveret 16. juli 2007 hos  Wayback Machine
- Pareyson, Luigi (1992). Uddrag af Æstetik: Formskabelsens teori. Slagmark - Tidsskrift for idéhistorie, (19), 25–44.
- Pareyson, Luigi (2004): “Frihedens filosofi”. Basilisk
- Pareyson, Luigi (2011): “Eksistens og person”. AUF, oversat af Jens Viggo Olavi Nielsen
- Vattimo, Gianni (1992). Kommunikationens eller fortolkningens etik? Slagmark - Tidsskrift for idéhistorie, (19), 59–68.
- Vattimo, Gianni (2005). “Nihilisme og emancipation”. Aarhus Universitetsforlag, oversat af Jens Viggo Olavi Nielsen
- Vattimo, Gianni (2020): "Jeg tror at jeg tror". Anis

### Primærlitteratur på italiensk
- Ubaldi, Pietro, et al. L'ascesi mistica. Hoepli, 1939.
- Ubaldi, Pietro. "A grande síntese." Campos de Goytacazes: Fraternidade Francisco de Assis (1997).

### Sekundærlitteratur på dansk
- Bolt, Mikkel (2015). Folket som rest:: Giorgio Agamben (med og mod Marx) om bevægelser, magt og modstand. Slagmark - Tidsskrift for idéhistorie, 2015(72), 71–88.
- Christensen, Ove (1992). "Semiotekst". Slagmark - Tidsskrift for idéhistorie, (19), 45–58.
- Eggers, N. von. (2015). Fra konstituerende magt til destituerende magt:: En kritik af Agambens konception af magt og politik. Slagmark - Tidsskrift for idéhistorie, 2015(72), 93–108.
- Frandsen, Finn (1988). "En italiensk Heidegger". Slagmark - Tidsskrift for idéhistorie, (12), 61–74.
- Frisch, Hartvig (1942): “Ciceros kamp for Republiken. Den historiske Baggrund for Ciceros filippiske Taler”. Kbh.
- Høeg, Carsten (1964): “Introduktion til Cicero. Kunstneren – Statsmanden – Mennesket”. København: Gyldendalske Boghandel/Nordisk Forlag
- Italiensk filosofi (1992): Slagmark, nr. 19
- Lyhne, Vagn (1992). Historiens gåde. Slagmark - Tidsskrift for idéhistorie, (19), 83–99.
- Mathiassen, Søren (1991). “Hvor alt er virkeligt, er intet virkeliggjort; - om intuition og udtryk i Benedetto Croces æstetiske teori”. I: Slagmark - Tidsskrift for idéhistorie, (19), 3–27
- Nielsen, Jens Viggo. "Luigi Pareyson og eksistentialismen." Agora 26.4 (2008): 56-93.
- Sørensen, Gert (1992): Den postkommunistiske fornuft. Slagmark - Tidsskrift for idéhistorie, (19), 110–122.
- Sørensen, Gert (1993): “Gramsci og "den moderne verden" eller spørgsmålet om praxisfilosofiens autonomi”, København, Museum Tusculanum,
- Sørensen, Gert & Carsten Jensen (2015): “Antonio Gramsci”. Jurist- og Økonomforbundets Forlag. (I serien Statskundskabens klassikere)

### Sekundærlitteratur på engelsk
- Pernicone, Nunzio (2009): "Italian Anarchism 1864–1892". AK Press 2009
- Skinner, Quentin (2000): "Machiavelli: A Very Short Introduction". OUP Oxford. ISBN 9780191540349.